# Yucca coahuilensis
Yucca coahuilensis es una especie de planta fanerógama perteneciente a la familia Asparagaceae. 

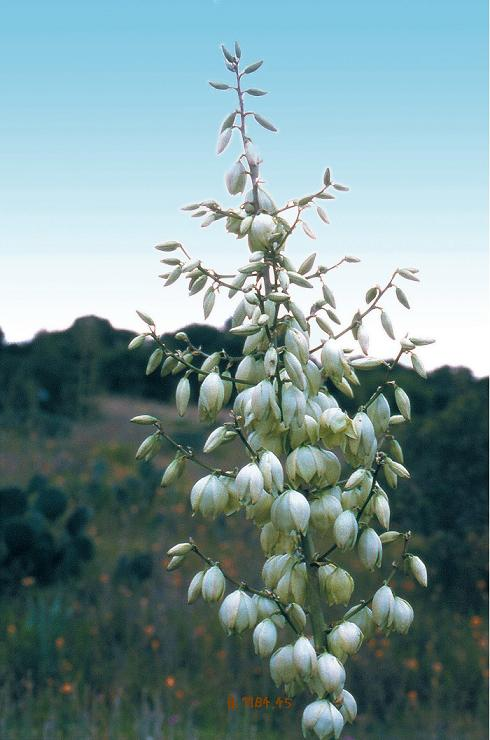
Inflorescencia

## Distribución y hábitat
Es nativa de los pastizales del sur de Texas y el norte de Coahuila. 

## Descripción
Yucca coahuilensis, tiene una roseta basal de hojas rígidas, muy estrechas, y una inflorescencia que alcanza un tamaño de hasta 2,5 m de altura con las flores de color blanco cremoso. 

## Taxonomía
Yucca coahuilensis fue descrita por Matuda & I.Piña-Luján y publicado en Las Plantas Mexicanas del Género Yucca 120–121. 1980.
Etimología
Yucca: nombre genérico que fue nombrado por Carlos Linneo y que deriva por error de la palabra taína: yuca (escrita con una sola "c").
coahuilensis: epíteto geográfico que alude a su localización en Coahuila